# Serbowie w Austrii
Serbowie w Austrii – obok Niemców i Turków uważani są za największą grupę migrantów w kraju. Łączna liczba osób pochodzenia serbskiego mieszkających w Austrii szacowana jest na około 300 tysięcy. Pierwsza fala Serbów do Austrii napłynęła pod koniec XVII wieku w wyniku tureckiej polityki okupacyjnej, a największa fala miała miejsce podczas programu dla pracowników migrujących w latach 60. i 70. XX wieku. Serbska imigracja do Austrii jest nadal aktywna ze względu na czynniki ekonomiczne i rodzinne.
Szacuje się, że w samym Wiedniu mieszka 180 tys. Serbów i tym samym Wiedeń poza Serbią jest najbardziej serbskim miastem w Europie. Serbowie zarejestrowali 5-6 tys. firm wiedeńskich. Są to zwykle mniejsze firmy, zatrudniające od 5 do 50 pracowników. Obszary, w których Serbowie zarabiają na życie i są cenieni jako pracownicy i przedsiębiorcy, to: budownictwo, gastronomia i transport.